# حصار قورية (1138)
حصار قورية هي عملية عسكرية قام بها ألفونسو السابع ملك قشتالة وليون للاستيلاء على قورية، بعد عمليات إغارة ناجحة قام بها في عمق الأراضي الأندلسية، وهي جزء من معارك الاسترداد التي قام بها الصليبيون لاستعادة الأندلس من أيدي المسلمين، لكن هذه العملية لم تنجح وتم رفع الحصار عن قورية بسبب سورها المنيع. وكانت قورية قد عادت إلى الحكم الصليبي بعد أن استردها ألفونسو السادس ملك قشتالة، ثم مالبثت أن وقعت تحت سيطرة المرابطين بعد وفاة الأخير بفترة قصيرة.